# Liotrachela taeniistyla
Liotrachela taeniistyla är en insektsart som beskrevs av Heinrich Hugo Karny 1931. Liotrachela taeniistyla ingår i släktet Liotrachela och familjen vårtbitare. Inga underarter finns listade i Catalogue of Life.